# Florenz Ziegfeld
Florenz Ziegfeld, Jr., allmänt känd som "Flo" Ziegfeld, född 21 mars 1867 i Chicago, Illinois, död 22 juli 1932 i Hollywood, Los Angeles, Kalifornien, var en amerikansk teaterproducent och impressario som blev banbrytande inom teaterrevyn och musikalen. 
Tre filmer har gjorts om hans liv: Den store Ziegfeld (1936) och Ziegfeld Follies (1945) (i båda filmerna spelades Ziegfeld av William Powell) samt Funny Girl (1968; med Walter Pidgeon i rollen som Ziegfeld). 
Åren 1914-1932 var Ziegfeld gift med skådespelerskan och scenartisten Billie Burke.